# 숫타니파타
《숫타니파타》(수타니파타, Sutta Nipāta, 經集, Sn)는 최초 성립한 불교 경전이다. 초기경전이며 시기적으로 상당히 고층에 속한다. 남방불교에서 매우 중요하게 여기는 불경이다. 이 경전은 누구 한 사람의 의지로 쓴 게 아니고, 부처 설법을 부처 사후에 제자들이 모여 운문 형식으로 모음집을 구성한 이후 전래했다고 한다.
팔리 삼장(Tipiṭaka)에는 《담마빠다(Dhammapada)》 등과 함께 경장(Sutta Piṭaka) 소부(Khuddaka Nikāya, 小部)에 분류되어 있다.

## 개요
숫타니파타는 불경 가운데 가장 먼저 이루어진 경으로 초기 경전을 대표하는 경이다. 숫타(sutta)는 팔리어로 경(經)이란 말이고 니파타(nipāta)는 모음(集)이란 뜻으로 부처의 설법을 모아놓은 것이다
성립된 시기를 인도의 아소카 왕(마우리야 왕조 3대 왕. 재위 BC 268~BC 232) 이전으로 보고 있다. 모두 5품(5장)으로 되어 있는데, 이 가운데 제4의품(義品) 속에 들어 있는 8편의 게송과 제5 피안도품(彼岸道品)이 먼저 이루어진 것으로 5품의 내용이 별도로 유통되다가 어느 시기에 함께 모아져 합집된 것으로 본다. 원래 이≪숫타니파타≫는 팔리어로 된 남전(南傳) 장경에 속한 경이다. 그러나 한역 장경 속에도 이 경의 제4품 ＜의품＞에 해당되는 《불설의족경(佛說義足經)》(K.0800, T.0198) 2권이 번역 포함되어 있다. 이는 서북 인도 출신의 지겸(支謙)이 중국으로 와 오(吳)나라 때 3세기 중엽에 번역한 것으로 알려져 있다.
≪숫타니파타≫는 무엇보다도 석가모니 부처를 역사적 인물로 이해하는 데 매우 중요한 경이다. 물론 ≪아함경≫ 등에도 부처의 역사적 행적을 찾아볼 수 있는 점이 많이 있으나 ≪아함경≫보다 이 경이 먼저 이루어진 경이므로 부처의 육성이 제일 먼저 더 생생하게 담겨 있는 경이라 할 수 있다.

## 구성
1. Uraga-vagga(蛇品)
  1. Uraga Sutta(蛇經)
  2. Dhaniya Sutta(陀尼耶經)
  3. Khaggavisāṇa Sutta(犀角經)
  4. Kasibhāradvāja Sutta(耕田婆羅墮寐經)
  5. Cunda Sutta(淳陀經)
  6. Parābhava Sutta(敗亡經)
  7. Vasala Sutta(賤民經)
  8. Metta Sutta(慈經)
  9. Hemavata Sutta(雪山經)
  10. Āḷavaka Sutta(曠野經)
  11. Vijaya Sutta(征勝經)
  12. Muni Sutta(牟尼經)
2. Cūla-vagga(小品)
  1. Ratana Sutta(寶經)
  2. Āmagandha Sutta(臭穢經)
  3. Hiri Sutta(漸經)
  4. Maṅgala Sutta(大吉祥經)
  5. Sūciloma Sutta(針毛經)
  6. Dhammacariya Sutta(法行經)
  7. Brāhmaṇadhammika Sutta(婆羅門法經)
  8. Nāvā Sutta(船經)
  9. Kiṃsīla Sutta(何戒經)
  10. Uṭṭhāna Sutta(起立經)
  11. Rāhula Sutta(羅糉羅經)
  12. Nigrodhakappa Sutta(鵬耆舍經)
  13. Sammā-paribbājanīya Sutta(正普行經)
  14. Dhammika Sutta(曇彌迦經)
3. Mahā-vagga(大品)
  1. Pabbajjā Sutta(出家經)
  2. Padhāna Sutta(精勤經)
  3. Subhāsita Sutta(善說經)
  4. Sundarika-bhāradvāja Sutta(孫陀利迦婆羅陀寐經)
  5. Māgha Sutta(摩伽經)
  6. Sabhiya Sutta(薩毘耶經)
  7. Sela Sutta(施羅經)
  8. Salla Sutta(箭經)
  9. Vāseṭṭha Sutta(婆私睰經)
  10. Kokālika Sutta(拘迦利耶經)
  11. Nālaka Sutta(那羅迦經)
  12. Dvayatanupassana Sutta(二種隨觀經)
4. Aṭṭhaka-vagga(義品)
  1. Kāma Sutta(欲經)
  2. Guh-aṭṭhaka Sutta(窟八偈經)
  3. Duṭṭh-aṭṭhaka Sutta(瞋怒八偈經)
  4. Suddh-aṭṭhaka Sutta(淨八偈經)
  5. Param-aṭṭhaka Sutta(第一八偈經)
  6. Jarā Sutta(老經)
  7. Tissa-metteyya Sutta(帝須彌勒經)
  8. Pasūra Sutta(波須羅經)
  9. Māgaṇḍiya Sutta(摩健地耶經)
  10. Purābheda Sutta(死前經)
  11. Kalahavivāda Sutta(鬪諍經)
  12. Cūḷabyūha Sutta(小集積經)
  13. Mahābyūha Sutta(大集積經)
  14. Tuvaṭaka Sutta(迅速經)
  15. Attadaṇḍa Sutta(執杖經)
  16. Sāriputta Sutta(舍利弗經)
5. Pārāyana-vagga(彼岸道品)
  1. Ajita-māṇava-pucchā
  2. Tissa-metteyya-māṇava-pucchā
  3. Puṇṇaka-māṇava-pucchā
  4. Mettagū-māṇava-pucchā
  5. Dhotaka-māṇava-pucchā
  6. Upasīva-māṇava-pucchā
  7. Nanda-māṇava-pucchā
  8. Hemaka-māṇava-pucchā
  9. Todeyya-māṇava-pucchā
  10. Kappa-māṇava-pucchā
  11. Jatukaṇṇi-māṇava-pucchā
  12. Bhadrāvudha-māṇava-pucchā
  13. Udaya-māṇava-pucchā
  14. Posāla-māṇava-pucchā
  15. Mogharāja-māṇava-pucchā
  16. Piṅgiya-māṇava-pucchā

## 한국어 번역본
1980년대 후반 베스트셀러작가로 유명한 법정(法頂)이 초기불전에 대한 관심을 환기시키며 숫타니파타를 강의하고 번역본을 출판하여서 숫타니파타가 알려지는 계기가 되었다. 1993년에는 숫타니파타의 구절을 제목으로 한 소설 《무소의 뿔처럼 혼자서 가라》가 크게 히트하고, 1995년에는 동명의 영화가 개봉되면서 숫타니파타는 더욱 널리 알려졌다.
- 청화 술해, 《숫타니파타》(근본 불교 시리즈 2, 서울: 향지), 2011.
- 전재성 역주, 《(빠알리대장경/쿳다까니까야)숫타니파타》(서울: 한국빠알리성전협회), 2004.
- 석지현 옮김, 《최초의 불전》(불교경전 16, 서울: 민족사), 1993.
- 法頂 옮김, 《(불교 최초의 경전)숫타니파타》(서울: 샘터사), 1991.
- 金英吉 옮김, 《佛陀의 말씀: 숫타니파타·佛陀의 최후의 旅行: 大파리닙바나經》(現代人敎養選書 5, 서울: 금성출판사), 1987.

## 주석서
- 부다고사(Buddhaghosa)의 Paramatthajotika
- 法頂, 《그물에 걸리지 않는 바람처럼: 숫타니파타 강론집》(서울: 샘터사), 1990.

## 참고 문헌
- 본 문서에는 지식을만드는지식에서 CC-BY-SA 3.0으로 배포한 책 소개글을 기초로 작성된 내용이 포함되어 있습니다.

## 같이 보기
- 법정 (승려) - 숫타니파타를 한글로 번역하여 한글대장경에 싣다.